# Pachycatantops
Pachycatantops är ett släkte av insekter. Pachycatantops ingår i familjen gräshoppor.
Kladogram enligt Catalogue of Life:
| Pachycatantops | \| \| Pachycatantops crassipes \| \| \| \| \| \| Pachycatantops longipennis \| \| \| \| |
|                | \| \| Pachycatantops crassipes \| \| \| \| \| \| Pachycatantops longipennis \| \| \| \| |
|                | Pachycatantops crassipes                                                                |
|                |                                                                                         |
|                | Pachycatantops longipennis                                                              |
|                |                                                                                         |